# كول ويستون
كول ويستون (بالإنجليزية: Cole Weston)‏ هو مصور أمريكي، ولد في 30 يناير 1919 في لوس أنجلوس في الولايات المتحدة، وتوفي في 20 أبريل 2003.

## وصلات خارجية
- كول ويستون على موقع ديسكوغز (الإنجليزية)